# Dahlgrenius ligabuei
Dahlgrenius ligabuei är en skalbaggsart som först beskrevs av Vienna och Penati 1996.  Dahlgrenius ligabuei ingår i släktet Dahlgrenius och familjen stumpbaggar. Inga underarter finns listade i Catalogue of Life.